# Dusk Log
Dusk Log – minialbum islandzkiej grupy múm, wydany we wrześniu 2004 roku.

## Lista utworów
1. "Kostrzyn" – 5:17
2. "This Nothing Blowing in the Faraway" – 4:07
3. "Will the Summer Make Good for all of Our Sins?" – 4:06
4. "Books of Fog" – 4:34